# Guerras Cántabras (fiesta)

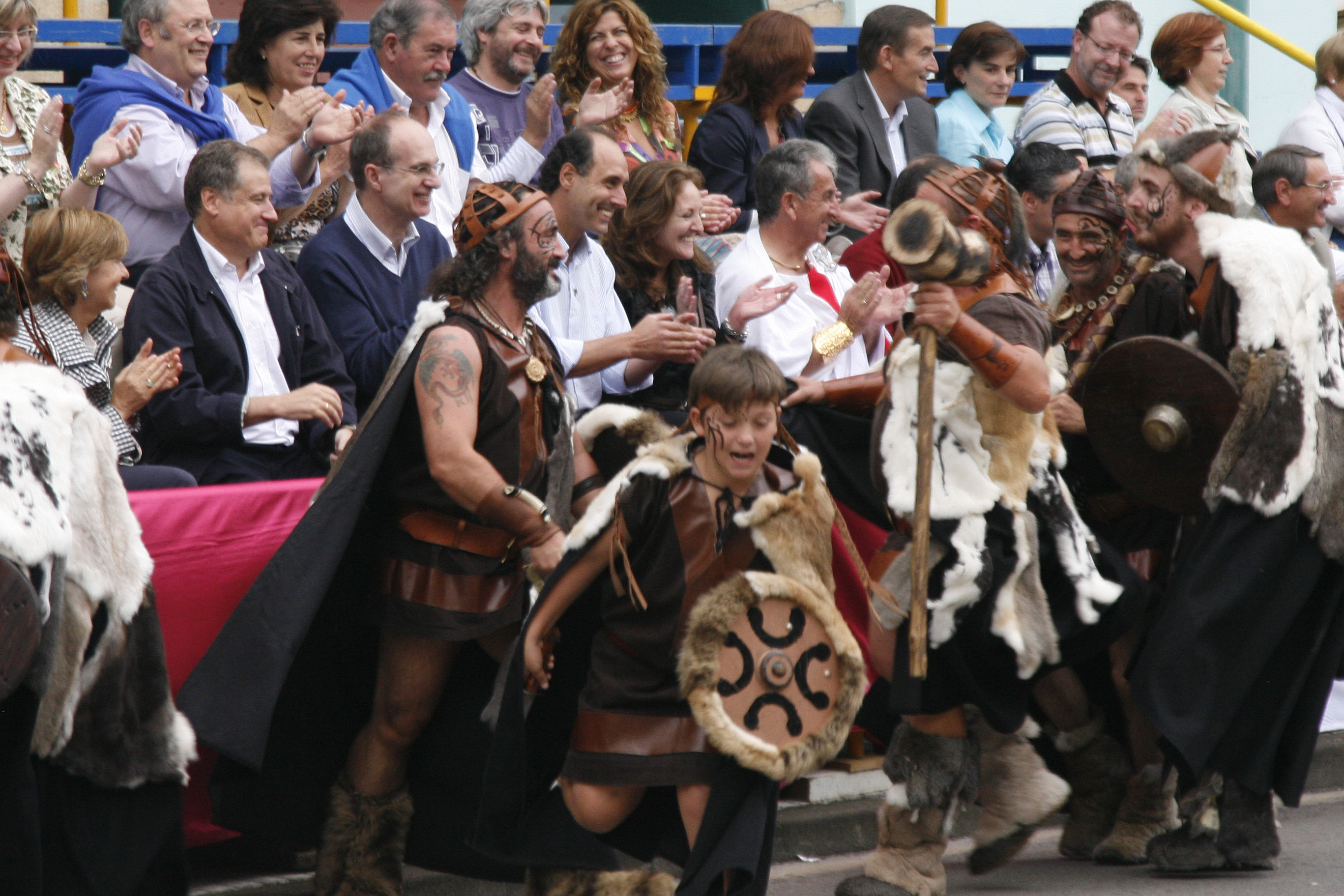
Cántabros en el desfile de tribus y legiones

Las Guerras Cántabras son un evento representado en Los Corrales de Buelna, comunidad autónoma de Cantabria, durante el último fin de semana de agosto y el primero de septiembre. 
La fiesta es de marcado carácter histórico, representando los acontecimientos bélicos de las guerras cántabras, que mantuvieron hace siglos las tropas romanas contra los pueblos cántabros que allí habitaban. 
Su primera edición fue en 2001 y desde 2019 se trata de una Fiesta de Interés Turístico Internacional, también desde 2008 esta festividad está considerada Fiesta de Interés Turístico Nacional.

## Historia
Cuenta con la participación activa de más de 1800 personas, las cuales se dividen en trece tribus cántabras y trece legiones romanas. De esta forma, representan actos y batallas en el Circo Máximo, igualmente se recrea una boda cántabra y los campamentos de ambos bandos.
Aunque lo que más llama la atención es el desfile de tribus y legiones que discurre por el pueblo que cierra estos días de fiesta.

## Críticas
Desde sectores académicos se ha criticado en varias ocasiones la falta de rigor histórico en esta fiesta, especialmente en la vestimenta de los participantes, sobre todo la de los cántabros, que parece no ajustarse a como vestían en realidad este tipo de pueblos prerromanos. También se han encontrado fallos en los trajes de los romanos, ya que a menudo se representan uniformes, tipos de escudos o cascos, que no eran usadas por los romanos en las guerras cántabras que se llevaron a cabo a finales del siglo I a. C.

## Participantes
| Tribus cántabras      | Grupos romanos         |
| --------------------- | ---------------------- |
| Aunigaínos            | Adoradores de Jano     |
| Avariginios           | Escuela de Gladiadores |
| Blendios              | Guardia Pretoriana     |
| Cántabros Tamáricos   | Legio II Augusta       |
| Céltigos              | Legio IV Macedonica    |
| Concanos              | Legio IX Hispana       |
| Coniscos              | Legio V Alaudae        |
| Orgenomescos          | Legio VII Gemina       |
| Plentusios            | Legio X Gemina         |
| Pobladores del Vindio | Magistrados de Roma    |
| Salaenos              | Senadores de Roma      |
| Vacceos               | Vicux Legionis         |
| Vadinienses           |                        |